# Белоки, Хосеба
Хосеба Белоки Дорронсоро (исп., баск. Joseba Beloki Dorronsoro; род. 12 августа 1973 года, Ласкано, Гойерри, Гипускоа, Страна Басков, Испания) — бывший профессиональный испанский шоссейный велогонщик баскского происхождения.

## Биография
Белоки пришёл в профессиональный спорт в 1998 году, подписав контракт с Euskaltel-Euskadi. В 2000 году перешёл в Festina, а в 2001 году в Team ONCE. Белоки был хорошим горным специалистом и раздельщиком, что сделало его одним из фаворитов на его первых трёх участиях в Тур де Франс: 3 место в 2000 и 2001 годах и 2 место в 2002 году. В 2001 году Белоки стал победителем Вуэльты Каталонии.
14 июля 2003 года во время 9 этапа Тур де Франс Белоки занимал второе место в генеральной классификации, проигрывая Лэнсу Армстронгу 40 секунд. За 4 километра до финиша Белоки упал из-за плохого состояния асфальта, получив тяжёлую травму, сломав руку в двух местах и вынужден был сойти с гонки. Следующий за ним Армстронг, чтобы избежать падения, срезал поворот на спуске. Это падение послужило концом карьеры Белоки, как одного из претендентов на высокие места и в последующие три года он не добился ни одного крупного успеха.
В 2006 году его имя, наряду со многими другими, фигурировало в антидопинговом скандале Операции Пуэрто, из-за чего он был вынужден пропустить участие в Тур де Франс. Однако 26 июля с него официально были сняты все обвинения.

## Основные достижения
1998 — Euskaltel-Euskadi
-
1999 — Euskaltel-Euskadi
-
2000 — Festina-Lotus
победа на этапе 3b (гонка с раздельным стартом) Тур Романдии
3 место в генеральной классификации на Тур де Франс
2001 — ONCE-Eroski
1 место в генеральной классификации на Вуэльта Каталонии
1 место в спринтерской категории
победа на 1 этапе (командная гонка с раздельным стартом)
победа на 4 этапе
победа на 8 этапе (гонка с раздельным стартом)
3 место в генеральной классификации на Тур де Франс
2002 — ONCE-Eroski
2 место в генеральной классификации на Тур де Франс
3 место в генеральной классификации на Вуэльта Испании
победа на 1 этапе (командная гонка с раздельным стартом)
2003 — ONCE-Eroski
сошёл на 9 этапе Тур де Франс (на момент получения травмы шёл вторым в общем зачёте)
2004 — Saunier Duval-Prodir и Brioches La Boulangère
-
2005 — Liberty Seguros-Würth
75 место в генеральной классификации на Тур де Франс
2006 — Liberty Seguros-Würth/Team Astana
-